# Осєнній кар'єр
Осєнній кар'єр – гірничодобувне підприємство у Оренбурзькій області Росії.
В 2004-му на Осєннєму мідно-цинковоколчеданному родовищі почались розкривні роботи, а наприкінці 2006-го звідси очікували отримати першу руду. Проектна глибина кар’єру була визначена як 220 метрів, при цьому станом на 2016-й роботи велись на глибині у 180 метрів.
Первісно запаси Осєннєго родовища визначили у 6 млн тон, які планували вилучити протягом 10 років. Втім, подальша дорозвідка дозволила прийняти рішення про продовження робіт. За 9 місяців 2020-го з кар’єру вилучили 4 млн м3 розкривних порід та видобули 1,6 млн тон руди.
Видобута руда надходить на Гайську збагачувальну фабрику, де з неї отримують мідний, цинковий та піритний концентрати.
Розробку родовища провадить Гайський гірничо-збагачувальний комібнат, що належить до групи Уральської гірничо-металургійної компанії.